# Хокер харикен
Хокер харикен (енгл. Hawker Hurricane) је једноседи ловац конструисан током 1930-их, који је интензивно користио Краљевско ратно ваздухопловство током Другог светског рата.

## Развој
Године 1933, британска ловачка одбрана је била снабдевена авионима развијеним у Првом светском рату, који су касније преправљени и побољшани. Од тринаест ловачких група, осам је било наоружано авионима Бристол Булдог, три авионима Хокер фјури и две Хокер димонима. Сви ови авиони били су наоружани са по два фиксна митраљеза Викерс пушчаног калибра. Пошто је традиционални Викерс био застарео, за нове авионе РАФ-а је тражен одговарајући митраљез који би био на дохвату пилоту, јер само је тако било могуће отклонити прекиде у паљби. Спецификација Ф7/30 која је расписана 1930. означила је велики напредак јер је захтевала брзину од 402 km/h и четири митраљеза. Ипак, током наредних година бомбардери су се тако нагло развијали да већ 1933. тражене перформансе нису биле довољне.
Конструкторска екипа ваздухопловне компаније Хокер под руководством Сиднија Кама (Sudneu Camm) одлучила је због тога да створи једнокрилни авион. Уз то, за тај авион је био предвиден нови мотор Ролс Ројс ПВ 12 који је могао да развија 60% већу снагу од мотора Кестрел В који се дотле користио.
Да маја 1934. године, пројекат новог ловца био је грубо израђен али је прилично одступао од оригиналног авиона Фјури. У конструкционом бироу био је познат као интерсептор моноплан - једнокрилни ловац пресретач. Почетком 1934. пројектанти су морали да донесу још једну битну одлуку. Дотле су коришћена свега четири митраљеза, а сада је одлучено да се уместо Викерса одаберу амерички митраљези Колт који би се производили по лиценци, као Браунинзи калибра 7,7 mm.
Друга важна чињеница била је одлука министарства да се Хокеров пројекат интерсептор моноплана одбије уз захтев да му се угради шест до осам браунинга. Према тој новој спецификацији — F-36/34 — до јануара 1935. изграђена је макета новог авиона коју је министарство прихватило и наручило прототип. До августа авион је већ био направљен и то са првим мотором ПВ 12 који је назван мерлин Ц. Октобра месеца је авион друмом довезен до Бруклендса и 6. новембра је Џорж Балмен (Georges Bulman) први пут полетео тим једнокрилним авионом, који још није имао уграђене митраљезе.

## Пробе и производња
Како је мотор Мерлин Ц правио неке тешкоће, одлучено је да се користи побољшани Мерлин Г (марк II). а уједно се кренуло у преговоре за серијску производњу новог ловца. Хокерови директори нису чекали коначну одлуку и кренуло се у израду производних цртежа и припрему алата и материјала за 100 авиона. Трећег јуна 1936. наручено је првих 600 авиона, а министарство ваздухопловства је одабрало и званично име новог авиона — Харикен. У међувемену извршене су неке небитне измене на прототипу који се темељито испробавао у Марлеспејму и коначно, августа месеца, уграђено је и осам митраљеза браунинг. Нови мотор Мерлин још увек није стизао, а са старим се постизала највећа брзина од 512 km/h на висини од 4.725 m. Када је, коначно, почетком 1937. стигао нови мотор Мерлин II показало се да је неминовно да се носни део авиона промени, што је донекле успорило серијску производњу. Ипак, први »прави« харикен (Л 1574) са Филипом Лукасом (Philip Lucas) за командама, полетео је 12. октобра 1937.

## Увођење у оперативну употребу
Према плановима из 1936, Ловачка команда је требало да има 500 Харикена и 300 Спитфајера до марта 1939. Ти су се планови можда и могли остварити — барем што се тиче Харикена - да није било тешкоћа око мотора Мерлина Ц. Први авиони су тек полако пристизали у јединице и прва која је почела да се привикава на модерне харике била је 111. ловачка група у Нортхолту, под командом мајора Џона Гилана (John Gillan). До јануара 1938. Гилан је све своје двокрилне авионе типа Гонтлет заменио Харикенима и већ 10. фабруара 1938. показао је које су могућности новог авиона. Од Торнхауза код Единбурга до Нортхолта, стигао је за 48 минута преваливши пут од 562 km што значи брзином од 655 km/h. У еуфоричниин репортерским написима у штампи о постизању овог одличног резултата није пак било ни речи о ветру који му је за време лета дувао у леђа брзином од скоро 100 km/h. Следећа ловачка група која је добила Харикене, била је 3. група у Кенлију. Како се више пилота жалило да је авион прилично тешко извући из ковита, Харикену је повећано кормило правца са фиксним додатком испод задњег дела трупа. Ова модификација је била изедена након педесетак произведених харикена.
У време Минхенске кризе септембра 1938, и трећа јединица је снабдевена Харикенима, и то 56. ловачка група у Норт Јелду. а производња у Брукленду достигла је осам авиона недељно. Упркос хитном пренаоружавању Ловачке команде, Хокер је успео да добије дозволу од владе да Харикене извози, па су испоруке вршене за Белгију, Пољску, Југославију, Румунију и Турску. Први су их добили Југословени. 12 авиона већ крајем 1938, а 1940. још 12. Југославија је купила и лиценцу за производњу у фабрикама Змај и Рогожарски. Но потражња Харикена је због неизбежног рата са Немачком стално расла. Како Хокер више није могао да удовољи нараслој потражњи, укључила се и фабрика Глостер у Хаклекату која је већ пред крај 1939. израдила 2.750 харикена. Производња по лиценци била је уговорена и са канадском корпорацијом Харенд Фоундри, која је требало да производи авионе пре свега за потребе канадског ваздухопловства (РЦАФ). Хокер је у то време отворио нову фабрику у Ленглију. а пробни пилоти Балмен (Bulman), Лукас (Lucas), Хиндмарч (Hindmarch) и Сет-Смит (Seth-Smith) тестирали су читав низ побољшаних Харикена. Прво је мотор Мерлин II замењен Мерлином III, где је могла да се користи било Роталова било Хавилендова универзална елиса са променљивим кораком. Авиони из почетне производње били су наиме опремљени традиционалним дрвеним двокраким елисама Ватс. Већ пред крај 1938. појавиле су се прве трокраке елисе, са два положаја за постављање крака елисе, да би ускоро уследила елиса са променљивим угловима крака у ваздуху. Кам се убрзо одлучио и за крила са металном облогом — дотле су била прекривена платном. Први Харикен са металним крилима полетео је већ 28. априла 1938, но замене на текућим тракама извршене су прилично касније. Самосталне издувне цеви постепено су замењиване са по три троструке са сваке стране мотора. Још пре рата летели су и први Харикени са два топа Ерликон калибра 20 mm, као и примерци са прорезом на крилима, у предњем рубу, и са разним врстама мотора Мерлин. Када је избио рат, Ловачка команда је имала 18 група ловаца Харикен.

## Борбена употреба
Када је почео рат у британским ловачким групама било је више Харикена но свих осталих типова ловаца. И у ваздухопловним јединицама Британског експедиционог корпуса у Француској, налазиле су се четири групе Харикена: 1, 73, 85. и 87. На дан 30. октобра 1939. њихови митраљези оборили су првог непријатеља: потпоручник Мулд (Mould) из 1. групе оборио је један немачки дорније  близу Тула. А иначе, Харикени су у Француској провели прилично мирно првих осам месеци рата. У међувремену, 12 их је упућено финском ваздухопловству током зимског рата и ти су авиони били стално у акцији током шест последњих недеља тога рата
За то време у Уједињеном Краљевству Харикенима и Спитфајерима су пренаоружане и оне групе које су још имале застареле двокрилне авионе. У другој половини битке за Норвешку, маја 1940, 46. група, под командом мајора Кроса (енгл. Cross) укрцана је на носач авиона и пребачена у Нарвик, на аеродром Бардуфос. Њених 18 Харикена је обавило свега око 200 борбених летова уз оборених десетину непријатељских авиона.
Од 3. јуна, када је наређена евакуација британских снага из Норвешке, до 7. јуна Харикени су штитили укрцавање британских јединица, а онда су пилоти слетели на носач авиона Глоријус иако тако нешто никада нису увежбавали. Ипак то их није спасило, јер већ 12 сати касније носач авиона су потопили немачки ратни бродови Шарнхорст и Гнајзенау. Након више часова проведених у арктичком мору преживела су свега два пилота 46. групе, Грос (Gross) и капетан Џејмсон (Jameson).
У међувремену. немачка армија је кренула у свој велики напад ка западу и РАФ је у Француску послао још 1, 3, 79, 504. и 501. групу Харикена, а тим авионима су пренаоружане и 607. и 615. група. које су дотле летеле са ловцима Глостер Гладијатор. Све те јединице су учествовале у жестоким борбама, претрпевши велике губитке, пре него што су преживели коначно повучени преко Ламанша у Британију. Током битке за Француску показало се колико је Харикен добар у акцији, поготову током борби са својим главним противником Месершмитом Bf-109E који су немачки пилоти веома хвалили док су Харикене сматрали другоразредним авионима. Чињеница је, да је Харикен у многочему био слабији од Bf-109E који је био и бржи за 50 km/h. Спитфајери су једини били дорасли месершмитима, но они су тек у мањем броју учествовали у биткама за Француску и код Денкерка. Харикени су пак били у сталним акцијама у току 37 дана, њихови пилоти су уништили више од 220 непријатељских месершмита и скоро исто толико бомбардера. Каснија истраживања су показала да су ове бројке биле преувеличане, али Ловачка команда је тада изгубила приближно трећину Харикена и петину пилота. За британске ловце је било важно и то да су у Француској стекли искуство и тако барем донекле стигли Немце који су већ имали Шпанију и Пољску иза себе. Британски пилоти се више нису тако круто придржавали предратних тактичких формација које су захтевале исувише пажње током борби. Но, током тих борби показале су се и добре стране Харикена. Био је боље наоружан и покретљивији. Најважније је било то да је Харикен био јако издржљив авион који је успевао да се врати у базу и са оштећењима које ни Месершмит ни Спитфајер не би могли да преживе.
Када је битка за Француску окончана, маршал Хју Даудинг је располагао са 30 група Харикена, значи са око 500 авиона међу којима је већина имала металну облогу на крилима. Новоизграђени авиони су били опремљени модернијим елисама Ротал сталног броја обртаја, а на старе су их постепено уграђивале специјалне радне јединице које је фабрика једноставно послала на матичне аеродроме група, како би тај врло важан посао био што пре обављен.

## Битка за Британију
У време битке за Британију Харикен је био најбројнији британски ловац и штавише оборио је више непријатељских авиона но сви други ловци заједно. Иако су његови недостаци у односу на Bf-109Е били познати, показала се још једна његова добра особина. Наиме, његова класична конструкција била је много једноставнија од Спитфајерове и монтери РАФ-а су могли на самим аеродромима да поправе многе авионе, а његов шири стајни трап омогућавао му је да слеће на већи број аеродрома но Спитфајер са уским стајним трапом. Ове две карактеристике Харикена биле су разлог што су команданти пукова чешће селили јединице Харикена са аеродрома на аеродром. Већ на почетку битке за Британију показала се предност група са искуством из Француске, над јединицама које су се тек привикавале на борбе, често и не хајећи за искуства других. Поготову је опасна била тактика 32. и 111. групе које су се специјализовале за чеоне нападе против непријатељских бомбардерских формација. Тешко би могле да се издвоје неке одређене борбе у којима су се Харикени посебно исказали, јер су на задатке махом полетали заједно са Спитфајерима. Можда се може издвојити одговор 111. групе на чувени напад месершмита 210. експерименталне групе на Кројдон 15. августа 1940. када су Харикени уништили готово читаву штапску ескадрилу Месершмита . Током многих напада штука  на енглеску јужну обалу, пилоти Харикена су постигли највише успеха у обарању непријатељских авиона. Једини Викторијин крст стечен у бици припао је пилоту Харикена Џејмсу Бриндлију Николсону (енгл. James Brindleu Nicolson), који је 16. августа, иако је његов авион букнуо у пожару остао у авиону, напао непријатеља и тек онда искочио падобраном изнад Саутхемптона. Упркос свим својим успесима у бици за Британију, Харикени су тешко страдали у њеној критичној фази која је трајала током августа и почетком септембра. Тада је Луфтвафе слала велике формације месершмита над јужне пределе Енглеске, темпиране тако да ухвате енглеске ловце при повратку у своје базе када су били на крају са горивом и муницијом. За свега једанаест дана уништено је 140 Харикена — еквивалент од око осам ескадрила — а више од 80% рафалима непријатељских ловаца. Убрзавање производње ловачких авиона у току ових грозничавих дана битке односило се пре свега на Харикене, јер су били сразмерно једноставне конструкције, а и мрежа радионица за оправке тих авиона била је изузетно развијена. У њима су током 1940. поправљена 973 Харикена. Уз то, пилоти би се на Харикена навикли брже но на Спитфајера, што је било изузетно значајно, јер у критичним тренуцима битке осећао се већи недостатак пилота но авиона. Тако да су све јединице формиране у то време добиле Харикене, међу њима и небританске групе: 302. и 303. пољска, затим 310. и 312. чехословачка и 1. (касније 401) канадска група. При крају битке за Британију настала је 171. група. »амерички орао«.

## Појачано наоружање
Бројни стручњаци сматрају да је Харикен доживео своје златно доба у бици за Британију, када је био најбројнији заступљен авион, а ловачких група са тим типом авиона било је све више. Но, чињеница је и то да је и у оно време већ почињао да застарева и да је почео да се сели на ратишта која за Британце нису била тако значајна. Конструкција Харикена заиста је ограничавала развојне могућности, за разлику од Спитфајера, пре свега због дебелог крила па и самога трупа. Јачи мотори нису донели очекивано побољшање, па је развој усмерен на пренаоружавање, тако да је Харикен, током година, од чистог ловца претворен у ловца бомбардера. Дакле, још пре саме битке за Британију, 11. јуна 1940, пробни пилот Филип Лукас (Philip Lucas) полетео је са прототипом Харикена Mk II са мотором Мерлин XX са 1.185 КС. Са Роталовом елисом сталног броја обртаја и са највећом тежином авиона од 3.037 kg ова верзија авиона је постизала највећу брзину од 560 km/h, што је била највећа брзина коју је икада постигао Харикен. Ипак, показало се да су неопходне неке измене и када је то спроведено брзина је опет опала. Серијска производња је упркос томе кренула и већ 4. септембра 1940. прве ловачке групе почеле су да добијају Харикене II. Компликован положај савезника у Средоземљу захтевао је Харикене али и модерније ловце. Харикени су имали премали долет за тражене операције, па је тако Харикен II већ током лета опремљен додатним резервоарима за гориво испод крила, што је тражило и неке мање измене на крилима и благо продужење предњег дела трупа где је требало сместити повећан резервоар средстава за хлађење. Па и на тај начин побољшани Харикени II А били су тек привремено решење, јер су још увек били наоружани са почетних осам митраљеза, иако их је било планирано дванаест. Први харикен наоружан са 12 Браунинга, Харикен II Б, почео је да се тестира тек јануара 1941. Та верзија авиона је све прикључке за додатне резервоаре горива имала смештене испод крила, испод којих су, маја 1941, по први пут окачене две бомбе од по 113 kg. Нови ловац-бомбардер почео је да се тестира на полигону у Боскомб Дауну. Када је Ловачка команда почела да преузима нове авионе, одмах их је прозвала харибомбардерима и почела да их шаље у Француску. Трећа и најважнија верзија Харикена II био је пак Харикен Mk II Ц, наоружан са четири топа. Прва искуства су стечена током битке за Британију, када су у борбама искушана два Харикена са два или четири ерликен топа у појачаним крилима. Маја 1941. у Глостеровој фабрици, која је исто производила Харикене, почела је серијска израда таквих крила и јуна месеца већ су први примерци Харикена II Ц почели да пристижу у ловачке групе.

## У офанзиви
Када су немачки напади на Енглеску средином 1941. постали мање интензивни, групе Харикена почеле су да изнад западне Европе преузимају три основна задатка: дневне нападе дуж обале Ламанша, ноћне нападе на немачке аеродроме у окупираној Француској и ноћно пресретање изнад Британије. Уводење топовског наоружања авиона током 1941. увелико је повећало ефикасност њихових напада али у ноћној одбрани Харикени се нису тако добро показали. Још извесно време одлазили су на задатке удружени са двомоторним Даглас Хавоцима који су били опремљени јаким рефлекторима којима су тражили немачке авионе, а Харикени је требало да их обарају. Но, ова тактика није дала неке посебне резултате. Упркос својим донекле скромним могућностима, Харикен се задржао све до краја 1943. на ратишту у северозападној Европи, иако су Немци на фронт слали своје најмодерније авионе. Марта 1943. производња Харикена је достигла свој врхунац и само из Хокерове фабрике сваког дана излазило је осам нових авиона. Производили су их иначе у фабрици Глостер, а 1941. 300 примерака је изграђено у фабрици аутомобила Остин у Лонгбриџу. Харикен је, осим током битке за Британију, највише признања стекао у борбама у Средоземљу. Но, како су Немци окупирали скоро целу Европу, на то ратиште Харикени су стизали веома компликоваńим рутама. У сандуцима су их бродовима превозили до Такореда на Златној обали (данашња Гана), где би их саставили, а онда би одлетели преко Нигерије, Француске Екваторијалне Африке и Судана у Египат. То путовање изнад Африке трајало је недељу дана. У северној Африци се пак убрзо показало да су највећи Харикенови непријатељи прашина и песак који су изузетно брзо кварили моторе, па су их морали опремити специјалним филтерима. Када су Италијани почетком 1940. почели да продиру преко границе у Египат, Британци су тамо располагали свега једним Харикеном, а онда се положај поправио, иако су ти авиони слати и као појачање на грчко-италијански фронт. Новембра 1941. на Блиском истоку налазио се 581 Харикен, што се и те како осетило на египатско-либијском ратишту и они су били главна британска ловачка заштита. Тек када су нови Месершмити Bf 109F почели у сувише великом броју да их обарају, пристигли су хитно у помоћ у акцијама према немачким ловцима Спитфајери, а Харикени су учествовали у борбама на земљи.

## Противтенковски ловац
Крајем 1940. министарство ваздухопловства се заинтересовало за могућност да се испод харикенових крила монтирају два противтенковска топа. Кам је остварио ову замисао и већ 18. септембра 1941. полетеоје први Харикен Mk II Д са два викерс топа калибра 40 mm у гондолама испод крила. Задржана су само два митраљеза за визуелно трасирање путање зрна ка циљу. Харикен Mk II Д је био тежак 3.564 kg са највећом брзином од 496 km/h на висини од око 3.000 m.
У Уједињеном Краљевству је само 184. група наоружана тим авионом, а сви други су упућивани групама што су се бориле у северној Африци или у Бурми. Своје ватрено крштење Харикени Mk II Д доживели су за време битке код Бир Хакајма где су уништили или оштетили преко 60 немачких оклопних возила, а уз то су бацали контејнере за снабдевање опкољеним француским браниоцима. Након победе над силама Осовине у северној Африци свега је 15 ловачких група РАФ-а наоружаних разним верзијама Харикена остало у Европи. Августа 1941, носачем авиона Аргус отпремљено је за Мурманск 39 харикена где су припали пилотима 151. пука РАФ-а. На почетку зиме они су своје авионе предали 72. ваздухопловном пуку совјетског морнаричког ваздухопловства, под командом капетана Сафонова. По Закону о зајму и најму Британци су испоручили укупно 2.931 Харикена свих верзија Совјетском Савезу. Када су Јапанци кренули у офанзиву на Далеком истоку, у том делу света није било ниједног Харикена, а најближи су се налазили на више од 8.000 km. Први су стигли у Сингапур 3. јануара и већ након 14 дана учествовали су у борбама током којих нису били дорасли јапанским зероима. Преостали из ове прве групе Харикена, и нове групе пристигле касније, учествовали су у борбама изнад Јаве, да би се на крају британски, аустралијски и холандски пилоти морали повући у Аустралију. Када је Сингапур пао, нове пошиљке Харикена преусмераване су у Бурму, где су прво бранили Рангун, а онда све више учествовали у борбама на тлу. Међутим, јапанско силовито продирање није могло да се заустави. Током тих борби уништено је 38 британских ловаца који су, пак, оборили или на стајанци уништили 233 јапанска авиона. Свој највећи успех тих дана Харикени су постигли изнад Цејлона (данас Шри Ланка) који су Јапанци, припремајући инвазију тог острва, више пута напали авионима са својих носача авиона. Петог априла је око 150 јапанских авиона напало бродове и луку у Коломбу, а пресрело их је 36 Харикена и шест двоседих Фулмара. Оборили су 18 нападача изгубивши 15 Харикена и четири Фулмара. Четири дана касније је 17 Харикена опет пресрело Јапанце и оборило 15 њихових авиона, изгубивши осам својих. Успех се није толико састојао у чињеници да су Харикени спречили искрцавање Јапанаца, колико у томе да су Јапанци морали три од пет носача авиона предвиђених за напад на острво вратити кући по нове авионе, па тако они срећом за савезнике нису могли да учествују у великој бици на Коралном мору. У борбама које су током следеће године беснеле у Бурми, број британских ловачких група наоружаних Харикенима нарастао је на 21, а уз то је 200 харикена припало и тек оформљеном индијском ваздухопловству. Све те групе биле су наоружане Харикенима Mk II Б/II Ц, који су носили по 450 килограма бомби, а уз то и са 150 противтенковских МК II Д. Индијски Харикени су се нарочито истакли током једног ноћног напада приликом одбране града Импале где су Јапанци 1944. покренули велику офанзиву којом су желели да продру у Индију. Током тог напада индијски пилоти натерали су у бекство јапански батаљон гадајући га бомбама и топовима. Међутим, пред крај рата, Харикене су све више потискивали много модернији амерички авиони P-47 Тандерболт.

## Последња верзија
Фебруара 1942. почела су испробавања ловачко-бомбардерске верзије Харикена Mk II коме је испод крила причвршћено шест ракета и ускоро су тако наоружани авиони који су се показали врло успешним почели серијски да се производе. Број ракета је ускоро повећан на осам имале су по 27 килограма свака - и харикени су убрзо учествовали у борбама у северној Француској, на Средоземљу и у Индији.
У Африци и Средоземљу Харикени су коришћени и као метеоролошки авиони, скинули би му наоружање и опремили га психрометром за мерење влаге. На висини од преко 9.000 метара они би сакупљали метеоролошке податке за савезнике.
У Канади су почели да израђују и Харикен Mk X и Mk XI са пакардовим мотором мерлин израђеном по лиценци. А 14. марта 1943. пробни пилот Лиас (Луеас) први пут је полетео на прототипу нове и последње верзије Харикена, Харикеном Mk IV на који је могло да се монтира било које од постојећих типова наоружања, а имао је мотор Мерлин 24 и 27. Израђено је 520 примерака те верзије. Поред наведених, настајали су и други типови тог у борбама са успехом испробаног авиона. али они нису достигли серијску производњу. Такав је био. нпр. Харикен Mk V са врло снажним мотором Мерлин 32 и четворокраком елисом или Харикен у необичној верзији хидроавиона који је почео да се планира када су Немци упали у Норвешку. Можда је најнеобичнији од свих задатака што су их извршавали харикени био задатак харикена на трговачким бродовима који су 1940. трпели огромне губитке на Атлантском океану од немачких великих четворомотораца Fw 200 Кондор. Да би конвоје бранили од тих напада, на неколико трговачких бродова монтиран је, на сам прамац, катапулт на који је постављен Харикен. Чим би се на хоризонту појавио непријатељски Фоке вулф, Харикен би са својим пилотом био послат у ваздух. Након борбе требало је да одлети до копна, ако би био довољно близу, или да се спусти на море међу бродове у нади да ће неки од њих успети да га покупи.
Касније су Харикени на мору коришћени на мање самоубилачки начин. Прерађени су како би могли да се укрцају на мање пратеће носаче авиона типа МАЦ. Прво је 25 Харикена Mk IIА опремљено куком за слетање, а крајем 1941. још 190 Си Харикена МК IБ, наоружаних са осам митраљеза, и Mk IЦ, са четири топа. И једни и други полетали су са носача авиона Аргус, Игл, Формидабл, Авенџер и Викторијус, а марта 1942. почели су да им се придружују и први од 200 за ту сврху прерадених Харикена Mk IIЦ који су затим названи Си Харикен Mk IIЦ. Током рата се на 15 британских носача авиона налазило преко 600 Си Харикена, али од 1944. коришћени су једино за увежбавање пилота. Харикени су у РАФ-у служили од почетка до краја рата, а након тога још увек су их куповали Ирци, Иранци, Французи и Португалци.

## Употреба у Југославији
На крају да поменемо и југословенске Харикене. Пре рата купљено је 24 Харикенa Мк I, а 24 је по лиценци израђено у Фабрици авиона Змај а 1941. године још 18 примерака у фабрици авиона Рогожарски. Око 40 их је без неког нарочитог успеха учествовало у Априлском рату. Током 1944. наши пилоти су летели прво на Харикену Мк IIC, а потом на Харикену Мк IVRP у склопу 351. групе РАФ-а. Од октобра 1944. ловци-бомбардери Харикен Mk IVRP са нашим пилотима су опет летели изнад Југославије у склопу 351. групе РАФ-а (тадашња Друга ескадрила НОВЈ) која је са својим јако наоружаним Харикенима Mk IVRP постигла значајне успехе приликом напада на немачке и усташке јединице пре свега у Далмацији и Босни и Херцеговини. Харикен Mk IVRP је био у употреби све до почетка 50-их година.

## Земље које су користиле овај авион
| - Аустралија - Белгија - Канада - Египат - Финска - Француска - Грчка - Нови Зеланд - Португалија - Иран - Ирска - Јапан | - Румунија - Јужна Африка - Норвешка - Пољска - Турска - Уједињено Краљевство - Краљевина Југославија - СФРЈ - СССР - Трећи рајх - Италија - Холандија |